# マドリード日本人学校
マドリード日本人学校（Colegio Japonés de Madrid）は、スペイン・マドリードのモンクロア＝アラバカ区のEl Plantío (El Plantío/EN)にある日本人のインターナショナル・スクールである。現地での正式な日本語表記はマドリッド日本人学校となっている。

## 概要
スペインの首都マドリードの中心部から北西に約14㎞離れたEL PLANTIOに位置し、学校の近くには特に子供を持つ日本人家族の多くが居住している。校舎は100年ほど前に建てられた石造りの貴族の館でゴヤの壁画などもあり、改修して使用している。広いグランドや体育館も整備され、在外の教育施設（在スペイン日本国大使館付属教育施設）として、文部科学省より認可されている。

## 沿革
- 1973年（昭和48年）マドリッド日本語補習学校が開校。
- 1981年（昭和56年）日本文化財団を母体とし、9月1日に「マドリッド日本人学校」として開校した。
- 1987年（昭和62年）学校名を「COLEGIO JAPONES DE MADRID」（日本名:在スペイン日本国大使館付属マドリッド日本人学校）と改称し、スペイン政府の認可を受けた。
- 1996年（平成8年）日本語補習校は「在スペイン日本国大使館付属マドリッド授業校」となり、日本人学校と合体する[3]。校長は日本人学校校長が兼任。生徒数153名、16クラス、教員8名、事務員1名。

## 設備など
- 絵画、図書コーナー
- 校長室
- 職員室
- 視聴覚室
- ホール
- グランド
- 体育館
- スクールバス（有料）

## ゆかりのある著名人
- 澤孝子
- 加瀬忠
- 有本尚紀
- ニシダ（ラランド）

## 所在地
- Avda de La Victoria,98-100 (El Plantío),Madrid 28023, España[4]

## アクセス
- C-10ライン（マドリード近郊）の マハダオンダ (EN)から徒歩15～20分

Fuente de la Mora - Chamartín - Atocha - Príncipe Pío - Villalba